# Carlos Johnson
Carlos Francisco Johnson Carpio (Cartago, 10 de julio de 1984) es un exfutbolista costarricense que jugó en la posición de  Juega de defensa.

## Trayectoria
Empezó su carrera futbolística en las divisiones inferiores de Club Sport Cartaginés. En el 2004 fichó por CS Herediano, y debutó en la Primera División de Costa Rica. En sus cuatro temporadas en el club se convirtió en unos de los mejores carrileros derechos del fútbol de Costa Rica. 
Para ayudar la situación económica del Club Sport Herediano, en el 2008 Carlos Johnson fue vendido al Bryne FK del fútbol de Noruega. Con el Bryne FK Johnson jugó en 17 partidos de liga anotando un gol. Los problemas económicos del club Noruego resultaron en que le dieran la carta de libertad a Johnson en febrero de 2009. 
Tras ser observado en varias ocasiones por Juan Carlos Osorio, Johnson fichó por New York Red Bulls de MLS. Al comienzo de la temporada 2010 Red Bull New York dejó libre a Johnson y fue fichado por el Corporación Deportiva Once Caldas de Manizales club de su extécnico con Red Bulls Juan Carlos Osorio. Después fue fichado por el Club Sport Cartaginés, hasta que en el final del Torneo De Verano de 2014, fuera separado del equipo por bajo rendimiento. Actualmente juega en el Club Sport Cartaginés dirigido por Cesar Eduardo Mendez

## Selección nacional
Johnson formó parte de la Selección de Costa Rica Sub-17 que participó en la Copa Mundial del 2001, realizada en Trinidad y Tobago. 
En el 2006 formó parte de la Selección mayor, en su eliminatoria hacia el Mundial de Alemania, pero no fue llevado al torneo final. Para el proceso rumbo al Mundial de Brasil 2014, participó en algunos encuentros no oficiales.

## Estadísticas de Carlos Johnson
| Liga                           | Partidos | Goles |
| ------------------------------ | -------- | ----- |
| Primera División de Costa Rica | 91       | 4     |
| Adeccoligaen de Noruega        | 17       | 1     |

## Clubes
| Club               | País           | Año         |
| ------------------ | -------------- | ----------- |
| Cartaginés         | Costa Rica     | 2003        |
| Herediano          | Costa Rica     | 2004-2008   |
| Bryne FK           | Noruega        | 2008-2009   |
| New York Red Bulls | Estados Unidos | 2009-2010   |
| Once Caldas        | Colombia       | 2010        |
| Cartaginés         | Costa Rica     | 2011 - 2016 |